# Connie Francis Sings German Favorites
Connie Francis sings German Favorites ist der Titel eines US-Albums von Connie Francis.
Vor ihrer ersten deutschsprachigen Single Die Liebe ist ein seltsames Spiel im Spätsommer 1960 hatte sich Connie Francis mit mehreren Top-Ten-Hits in Deutschland einen Namen als anerkannte Sängerin gemacht.
In den USA war ihr polyglottes Musikrepertoire u. a. mit Alben in spanischer, italienischer, hebräischer und jiddischer Sprache bekannt geworden. Die Alben waren jeweils als Connie Francis sings Italian Favorites, Connie Francis sings Jewish Favorites, Connie Francis sings Irish Favorites usw. veröffentlicht worden. Connie Francis sings German Favorites bildete das siebte Album in dieser Serie.
Ursprünglich zur Veröffentlichung im Sommer 1963 vorgesehen, konnte Connie Francis sings German Favorites wegen der von Sommer 1962 auf Frühjahr 1963 verschobenen Veröffentlichung des Albums Connie Francis sings Award Winning Motion Picture Hits erst mit knapp einjähriger Verspätung in den Handel gebracht werden.
Das Album Connie Francis sings German Favorites enthielt als erster Tonträger weltweit die komplette Fassung von Die Liebe ist ein seltsames Spiel mit allen drei Strophen. Ursprünglich war das Lied nach dem Schema
- 1. Strophe – 1. Refrain – 2. Strophe – 2. Refrain – 3. Strophe – 3. Refrain

aufgenommen worden. Da die Aussprache von Connie Francis in der ersten Strophe jedoch undeutlich und grammatikalisch nicht korrekt gewesen war, hatte man die erste Strophe vor der Singleveröffentlichung in Deutschland herausgeschnitten, so dass das Lied gleich mit dem 1. Refrain beginnt.

## Titelliste

### Seite 1
| #  | Titel                               | Autoren                                            | Spielzeit |
| -- | ----------------------------------- | -------------------------------------------------- | --------- |
| 1. | „Wenn du gehst“                     | Werner Scharfenberger, Fini Busch                  | 2.39      |
| 2. | „Eine Insel für zwei“               | Charly Niessen, Joachim Relin                      | 2.09      |
| 3. | „Die Liebe ist ein seltsames Spiel“ | Howard Greenfield, Jack Keller, Ralph Maria Siegel | 2.38      |
| 4. | „Tu' mir nicht weh“                 | Ted Murry, Benny Davis, Fini Busch                 | 2.58      |
| 5. | „Barcarole in der Nacht“            | Werner Scharfenberger, Kurt Feltz                  | 2.02      |
| 6. | „Nino“                              | Werner Scharfenberger, Fini Busch                  | 2.32      |

### Seite 2
| #  | Titel                  | Autoren                                | Spielzeit |
| -- | ---------------------- | -------------------------------------- | --------- |
| 1. | „Paradiso“             | Wolfgang Zell, Peter König             | 2.39      |
| 2. | „Colombino“            | Charly Niessen, Joachim Relin          | 2.42      |
| 3. | „Immer und überall“    | Erwin Halletz, Peter Wehle             | 2.25      |
| 4. | „Schöner fremder Mann“ | Athina Hosey, Hal Gordon, Jean Nicolas | 2.41      |
| 5. | „Gondola d'amore“      | Charly Niessen, Joachim Relin          | 2.36      |
| 6. | „Die Nacht ist mein“   | Ted Murry, Benny Davis, Jean Nicolas   | 2.34      |
| 7. | „Lili Marleen“         | Norbert Schultze, Hans Leip            | 1.51      |